# Jean Margéot
Jean kardinál Margéot (3. února 1916, Quatre-Bornes, Mauricius – 17. července 2009, Bonne-Terre, Vacoas) byl mauricijský římskokatolický kněz, biskup v Port Louis, kardinál.

## Biografie
Studoval v semináři v Port Louis, kněžské svěcení přijal 17. prosince 1938 v Římě. Pokračoval ve studiích na papežské univerzitě Gregoriana. Po návratu na Mauricius působil v diecézi Port Louis, plnil také funkci administrátora diecéze, věnoval se duchovní formaci kněží. V letech 1956 až 1968 byl generálním vikářem diecéze. Dne 6. února 1969 byl jmenován biskupem Port Louis. Biskupské svěcení přijal 4. května 1969. Při konzistoři v červnu 1988 ho papež Jan Pavel II. jmenoval kardinálem. Po dovršení kanonického věku byl uvolněný z funkce biskupa.